# TV9 (Algérie)
Pour les articles homonymes, voir TV9.
 (juin 2022).
Si vous disposez d'ouvrages ou d'articles de référence ou si vous connaissez des sites web de qualité traitant du thème abordé ici, merci de compléter l'article en donnant les références utiles à sa vérifiabilité et en les liant à la section « Notes et références ».
La TV9, (en arabe : الجزائرية البرلمانية ), également connue sous le nom d'el-Barlamaniya TV , est la neuvième chaîne de télévision nationale publique algérienne.
La chaîne fait partie du groupe public EPTV, avec TV1, TV2, TV3, TV4, TV5, TV6, TV7 et TV8.

## Historique
TV9 a été lancée le 26 mai 2022, lors d'une cérémonie qui s'est déroulée en présence de Salah Goudjil, président du Conseil de la Nation, d'Ibrahim Boughali, Président de l'Assemblée populaire nationale (APN) ainsi que du Premier ministre, Aïmene Benabderrahmane.

## Programmes
Elle diffuse en langue arabe, des programmes liés à la politique et aux affaires parlementaires en Algérie.